# William Robert Brooks
William Robert Brooks (* 11. Juni 1844 in Maidstone, England; † 3. Mai 1921 in Geneva, New York) war ein englisch-amerikanischer Astronom.

## Leben
Brooks siedelte 1857 mit seinen Eltern nach Darien, New York über. Er erhielt eine Ausbildung zum technischen Zeichner und nahm später zahlreiche Verbesserung an astronomischen, fotografischen und anderen wissenschaftlichen Geräten vor.
Brooks war sehr an der Astronomie interessiert. Im Alter von vierzehn Jahren konstruierte er sein erstes Teleskop. 1870 zog er nach Phelps, New York, und gründete dort 1874 das „Redhouse-Observatorium“. Brooks spezialisierte sich auf die Entdeckung von Kometen. Zwischen 1885 und 1886 entdeckte er fünf Kometen in neun Monaten. 1888 ging er nach Geneva, New York, und arbeitete dort am „Smith-Observatorium“ des Hobart College, wo er als Professor wirkte und mit einem Ehrendoktortitel ausgezeichnet wurde.
Insgesamt entdeckte Brooks dreizehn Kometen, darunter die periodischen 12P/Pons-Brooks und 16P/Brooks 2, sowie den auffälligen Kometen C/1911 O1 (Brooks). Für seine Leistungen erhielt er mehrere Auszeichnungen und wurde in die britische Royal Astronomical Society aufgenommen. Neben astronomischen Werken veröffentlichte er Gedichte, wie Milton und The Pilgrim of Lavergne, die seinerzeit weite Verbreitung fanden.
Im Jahr 1991 wurde der Asteroid (2773) Brooks nach ihm benannt.